# WEC 39
WEC 39: Brown vs. Garcia foi um evento de MMA promovido pelo World Extreme Cagefighting ocorrido em 1 de Março de 2009 em Corpus Christi, Texas. O evento foi ao ar na Versus. O campeão do WEC Mike Brown fez sua primeira defesa de cinturão contra o desafiante nº1 Leonard Garcia no evento.

## Background
Foi anunciado que nesse evento haveria uma revanche entre o Campeão dos Meio Médios Carlos Condit e o desafiante Brock Larson porém foi cancelado devido a lesão de Larson. Nesse evento foi anunciado que a categoria Peso Meio Médio seria absorvida ao UFC.
Richard Crunkilton era esperado para enfrentar Bart Palaszewski no evento, programado para ser a luta pela chance de disputar o Título dos Leves do WEC. Porém, Crunkilton foi retirado do combate devido a lesão e foi substituído pelo estreante Ricardo Lamas.
Justin Haskins era esperado para enfrentar o estreante Douglas Lima no evento, porém Lima foi forçado a se retirar do evento devido a atrasos na obtenção de documentos do departamento dos EUA de Cidadania e Serviços de Imigração. Lima foi substituído pelo também estreante Mike Pierce..

## Resultados

### Card Preliminar
- Luta de Peso Meio Médio:  Justin Haskins vs.  Mike Pierce

Pierce venceu por Nocaute Técnico (socos) aos 3:39 do terceiro round.
- Luta de Peso Pena:  Mike Budnik vs.  John Franchi

Franchi venceu por Decisão Dividida (29–28, 28–29 e 29–28).
- Luta de Peso Leve:  Alex Karalexis vs.  Greg McIntyre

Karalexis venceu por Nocaute Técnico (socos) aos 4:19 do primeiro round.
- Luta de Peso Galo:  Kenji Osawa vs.  Rafael Rebello

Osawa venceu por Decisão Dividida (29–28, 29–28 e 27–30).
- Luta de Peso Meio Médio:  Johny Hendricks vs.  Alex Serdyukov

Hendricks venceu por Decisão Unânime (29–28, 29–28 e 29–28).
- Luta de Peso Galo:  Marcos Galvão vs.  Damacio Page

Page venceu via Nocaute (socos) aos 0:18 do primeiro round. Essa luta foi ao ar na transmissão.

### Card Principal
- Luta de Peso Leve:  Rob McCullough vs.  Marcus Hicks

McCullough venceu por Decisão Majoritária (29–29, 30–27 e 29–28)
- Luta de Peso Pena:  José Aldo vs.  Chris Mickle

Aldo venceu por Nocaute Técnico (golpes) aos 1:39 do primeiro round.
- Luta de Peso Leve:  Bart Palaszewski vs.  Ricardo Lamas

Lamas venceu por Decisão Unânime (30–27, 30–27 e 30–27).
- Luta de Peso Leve:  Danny Castillo vs.  Phil Cardella

Castillo venceu por Decisão Dividida (30–27, 28–29 e 29–28).
- Luta pelo Cinturão Peso Pena do WEC:  Mike Brown (c) vs.  Leonard Garcia

Brown venceu por Finalização (triangulo de braço) aos 1:57 do primeiro round e manteve o Cinturão dos Penas do WEC.

## Bônus da Noite
Os lutadores foram premiados com o bônus de $7,500.
- Luta da Noite (Fight of the Night):  Johny Hendricks vs.  Alex Serdyukov
- Nocaute da Noite (Knockout of the Night):  Damacio Page
- Finalização da Noite (Submission of the Night):  Mike Brown